# شركة نيبون للتأمين على الحياة
شركة نيبون للتأمين على الحياة (日本生命保険相互会社 Nihon Seimei Hoken Sōgo-gaisha), تُعرف أيضًا باسم نيساي Nissay (ニッセイ Nissei) هي أكبر شركة تأمين على الحياة في اليابان. تقع في تشوو-كو، أوساكا.

## نظرة عامة
توظف شركة نيبون 70,519 موظفًا وتمتلك أصولًا بقيمة 70,608 مليار ين اعتبارًا من عام 2016.  يقع المقر الرئيسي للشركة في إيماباشي سانتشومي، تشوو-كو ، أوساكا ، اليابان.

## روابط خارجية
- موقع الشركة (باللغة اليابانية)
- موقع الشركة (باللغة الإنجليزية)